# فرمول عدد رده‌ای
در نظریه اعداد، فرمول عدد رده‌ای (به انگلیسی: Class Number Formula)، بین ناورداهای مهمی از یک میدان عددی و یک مقدار خاص از تابع زتای ددکیند آن میدان عددی، ارتباط برقرار می‌سازد.

## حکم کلی
ما با این داده‌ها آغاز می‌کنیم:
- {\displaystyle K} یک میدان عددی است.
- {\displaystyle [K:\mathbb {Q} ]=n=r_{1}+2r_{2}} که در آن {\displaystyle r_{1}} تعداد نشاندن‌های حقیقی {\displaystyle K}، و {\displaystyle 2r_{2}} تعداد نشاندن‌های مختلط {\displaystyle K} است.
- {\displaystyle \zeta _{K}(s)} تابع زتای ددکیند {\displaystyle K} است.
- {\displaystyle h_{K}} رده عددی است، یعنی تعداد اعضای گروه رده ایده‌آل {\displaystyle K}.
- {\displaystyle Reg_{k}} تنظیم‌کننده {\displaystyle K}.
- {\displaystyle w_{K}} تعداد ریشه‌های واحدی است که در {\displaystyle K} وجود دارند.
- {\displaystyle D_{K}} مشخصه توسیع {\displaystyle K/\mathbb {Q} } است.

آنگاه:
قضیه (فرمول عدد رده‌ای). {\displaystyle \zeta _{K}(s)} برای {\displaystyle Re(s)>1} به‌طور مطلق همگراست و به تابع مرومورفی توسعه می‌یابد که برای تمام sهای صفحه مختلط تعریف شده به جز قطب ساده ای در {\displaystyle s=1} که دارای مانده زیر است:
{\displaystyle \lim _{s\to 1}(s-1)\zeta _{K}(s)={\frac {2^{r_{1}}\cdot (2\pi )^{r_{2}}\cdot \operatorname {Reg} _{K}\cdot h_{K}}{w_{K}\cdot {\sqrt {|D_{K}|}}}}}
این کلی‌ترین «فرمول عدد رده‌ای» است. در موارد خاص، به عنوان مثال زمانی که {\displaystyle K} توسیعی دوری از {\displaystyle \mathbb {Q} } باشد، فرمول‌های عدد رده‌ای ظریف تر و خاص تری وجود دارند.